# 聚合器

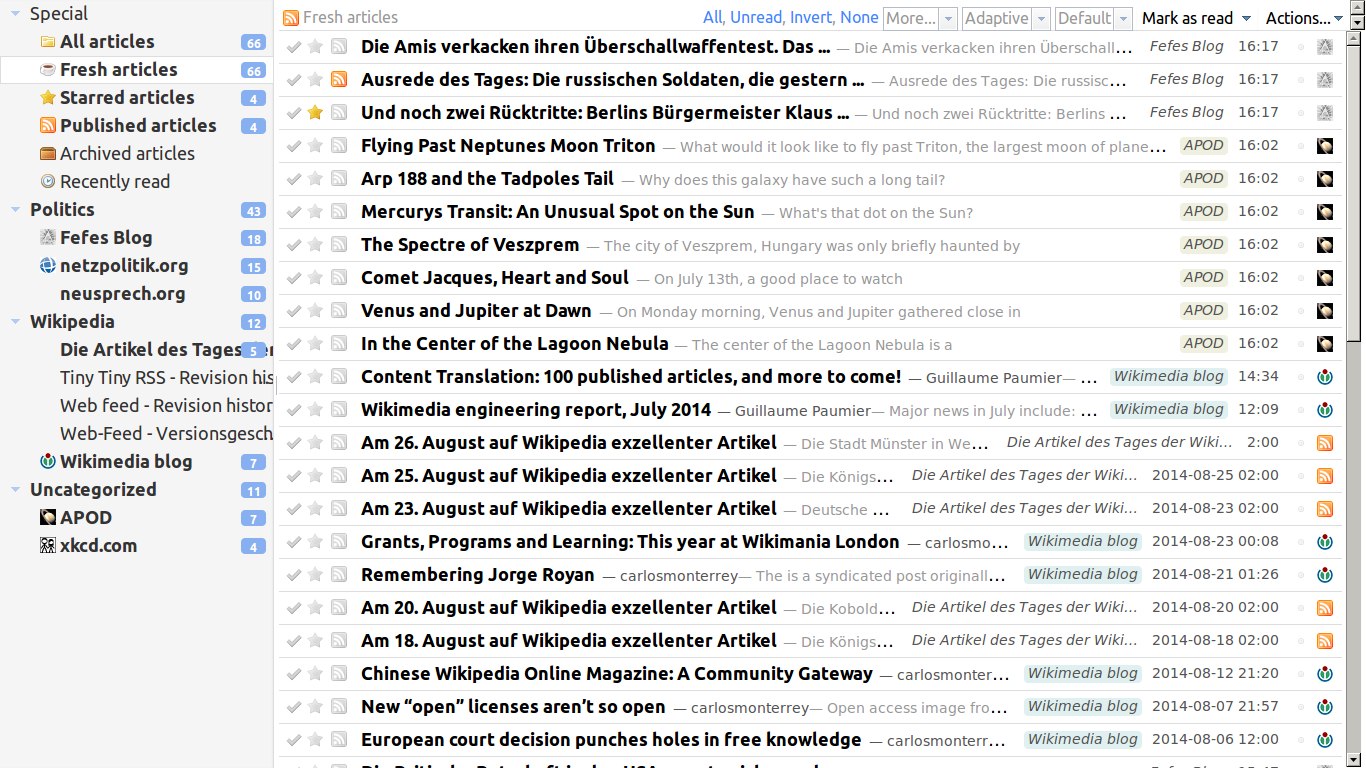
Tiny Tiny RSS聚合器的用户界面

聚合器是指可用于阅读RSS、Atom等消息來源的软件或服务。

常见的聚合器图标

就像電子郵件一樣，聚合器除了有客戶端軟體（如FeedDemon、NetNewsWire），亦有數種線上閱讀器（如Bloglines、Google閱讀器、funP哈部落、抓虾等）。由於網誌的盛行，當代瀏覽器當中，Internet Explorer（第7版起）、Safari、Opera等都整合了訂閱feed的功能。電子郵件客戶端軟體Windows Live Mail、Mozilla Thunderbird也提供了訂閱feed的功能。有些行動電話能夠訂閱feed，如諾基亞的S60系統。許多個人化首頁服務，如iGoogle、My Yahoo、My MSN等也使用了feed相關技術，這些服務通常預設了天氣、股市等幾種常用的feed資訊，但也允許用戶自行添加訂閱第三方的feed網址。

## 專用聚合器

### 跨平台
- BazQux Reader （页面存档备份，存于）
- Bloglines
- Google阅读器
- HEXUN RSS READER 和訊博攬
- Plazoo
- RSSOwl （页面存档备份，存于）
- 鮮果
- 抓虾
- Feedly
- FeedSpot （页面存档备份，存于）
- Inoreader

### Microsoft Windows平台
- 易搜比軟體 預載於Acer個人電腦當中
- BitsCast RSS News Reader/Podcaster
- FeedDemon （页面存档备份，存于）
- onelurv
- GreatNews
- RSS Bandit
- RSS Reader
- SharpReader
- Snarfer
- 新浪點點通閱讀器 （页面存档备份，存于）

### Mac OS平台
- NewsFire （页面存档备份，存于）
- NetNewsWire （页面存档备份，存于）
- Vienna （页面存档备份，存于）

### Linux及其它平台
- Liferea
- Akregator (KDE)
- Straw[3](GNOME)

## 附加聚合器（整合新闻推送或者内置RSS订阅）

### 跨平台
- Flock
- Mozilla Thunderbird
- Opera 7.5+
- Safari 2+
- Sage

### Microsoft Windows平台
- Avant Browser
- Internet Explorer 7+
- iSpace Desktop
- Maxthon
- Microsoft Office Outlook 2007
- RSSバーfor Sleipnir （页面存档备份，存于）
- Sleipnir
- Windows Live Mail

### Mac OS平台
- iCab
- Mail (Mac OS X)